# Tlogorejo (Karangawen)
Tlogorejo is een bestuurslaag in het regentschap Demak van de provincie Midden-Java, Indonesië. Tlogorejo telt 9047 inwoners (volkstelling 2010).